# 月朵失野讷
月朵失野讷，蒙古帝国官员，畏兀儿唆里迷（今新疆焉耆）人，哈剌亦哈赤北鲁的儿子。
1209年，与父亲馳往蒙古歸附，以质子入宿卫。跟随成吉思汗西征，至别失八里东独山，当地为北来要冲，适宜耕种作战备，月朵失野讷与父亲留居当地。六年后，成吉思汗西征回国，见田野垦辟，民众繁庶，非常高兴。当时哈剌亦哈赤北鲁已死，于是赐月朵失野讷都督印章，兼独山城达鲁花赤。月朶失野訥去世后，其子乞赤宋忽兒在窝阔台時襲爵，賜號答剌罕。乞赤宋忽兒有子四人：塔塔兒，忽棧，火兒思蠻，月兒思蠻。

## 家族
- 父亲哈剌亦哈赤北魯
  - 月朵失野讷
    - 子：乞赤宋忽兒
      - 孙：塔塔兒
      - 孙：忽棧
      - 孙：火兒思蠻
      - 孙：月儿思蛮
        - 曾孙：阿的迷失帖木儿
          - 玄孙：阿邻帖木儿
            - 沙剌班
              - 世傑班

            - 禿忽魯
            - 六十
            - 咱納禄